# Acaudinum centaureae
Acaudinum centaureae är en insektsart som först beskrevs av Koch 1854.  Acaudinum centaureae ingår i släktet Acaudinum och familjen långrörsbladlöss. Arten är reproducerande i Sverige. Inga underarter finns listade i Catalogue of Life.